# Anthracopsis
Anthracopsis is een geslacht van rechtvleugeligen uit de familie sabelsprinkhanen (Tettigoniidae). De wetenschappelijke naam van dit geslacht is voor het eerst geldig gepubliceerd in 1907 door Karny.

## Soorten
Het geslacht Anthracopsis  is monotypisch en omvat slechts de volgende soort:
- Anthracopsis gigliotosi (Karny, 1907)